# しずてつジャストライン岡部営業所
しずてつジャストライン岡部営業所（おかべえいぎょうしょ）とは、しずてつジャストラインの営業所の一つであり、静岡県志太地区を主に管轄する。ペットマークはサル。

## 沿革
- 2006年（平成18年）4月1日　しずてつジャストライン藤枝営業所と焼津営業所を移転統合して発足。
- 2010年（平成22年）1月25日　LuLuCaの導入を開始。

## 現在の所管路線

### 中部国道線
- 運行系統および主要停留所
  - 新静岡 - 静岡駅前 - 中町 - 本通十丁目 -  手越 - 佐渡 - 丸子営業所 - 二軒家大鈩不動尊入口（86） - 逆川口 - 藤枝市岡部支所前 - 岡部営業所（85） - 水守 - 藤枝大手 - 蓮華寺池公園入口 - 千才 - 藤枝駅前（84）
  - 藤枝駅前→千才→蓮華寺池公園入口→藤枝大手→水守→岡部営業所→藤枝市岡部支所前→逆川口→二軒屋大鈩不動尊入口→丸子団地入口→佐渡→本通十丁目→中町→静岡駅前→新静岡（平日朝方のみ）
  - 岡部営業所南 - 水守 - 藤枝大手 - 蓮華寺池公園入口 - 千才 - 藤枝駅前
- 概説
  - 藤枝駅前から県道225号、旧東海道藤枝市街地、県道381号、県道208号と国道1号の一部の区間を経由して静岡駅・新静岡を結ぶ路線である。
  - 運賃の上限が610円（深夜急行藤枝号は1,220円）に設定されている。
  - 深夜急行藤枝号は新静岡 - 中町間は乗車扱いのみ、本通三丁目 - 藤枝駅前間は降車扱いのみとなっている。
- 沿革
  - 2006年（平成18年）4月1日 - 藤枝営業所から岡部営業所に移管された。
  - 2007年（平成19年）4月13日 - 静岡県生活交通確保対策協議会にしずてつジャストラインから「中部国道線B」六合駅前 - 藤枝駅前間の退出意向の申し出が行われた。[1]
  - 2008年（平成20年）3月31日 - 同日の運行を以って六合駅前 - 藤枝駅前間が廃止され「中部国道線B」が全線廃止となり、「中部国道線」は岡部営業所が所管する藤枝駅 - 新静岡系統「中部国道線A」のみとなった。なお、廃止エリアには藤枝市自主運行バス「藤枝駅光洋台線」が開設された。[2]
  - 2010年（平成22年）4月1日 - 藤枝駅前から「駿河台線」を経由して藤枝市立総合病院に乗入れる実証運行を開始した。
  - 2011年（平成23年）3月27日 - ダイヤ改正以降、毎月28日の大鈩不動尊の例祭にあわせて朝1便のみの新静岡発二軒家大鈩不動尊入口行の運行を開始した。
  - 2015年（平成27年）10月1日 - 運用効率化のために「丸子線」と併せて丸子営業所との共管路線とし、静岡方面行きに丸子営業所経由の便を新設し[3]、藤枝方面行きは丸子営業所経由に経路変更した。
  - 2017年（平成29年）3月25日 - 同日の運行を以って藤枝市立総合病院への乗入れが廃止された。
  - 2024年（令和6年）1月16日 - ダイヤ改定により、藤枝方面の平日最終便は藤枝駅前行から藤枝大手止となる。

### 丸子線
- 新静岡 - 静岡駅前 - 中町 - 本通十丁目 - 手越 - 佐渡 - 丸藤枝駅前行きから

### 焼津岡部線
- 運行系統および主要停留所
  - 岡部営業所 - 藤枝市岡部支所前 - 岡部小学校前 - 三輪 - 坂本 - 焼津駅
- 概説
  - 藤枝市岡部地区と焼津市を結ぶ路線。両市を結ぶ最短経路の公共交通機関。
  - 本路線は事業者単独では維持が難しいことから、国（地域間幹線系統確保維持費国庫補助金）・県（バス運行対策費補助金）と沿線自治体である藤枝市（藤枝市地域間幹線系統確保補助金）及び焼津市（焼津市地域間幹線系統確保維持費補助金）の補助を受けて運行している。
  - 以前は朝比奈線として焼津駅 - 岡部小学校 - 玉取 - 小布杉間を運行していたが、2007年（平成19年）3月限りで岡部小学校 - 小布杉間の運行を岡部町営バス（現・藤枝市自主運行バス）に移管し、同時に路線名も現在の名称に変更している。

### 葉梨線
- 運行系統および主要停留所
  - （藤枝駅前 - ）藤枝大手 - 上藪田 - 中田 - 誠和藤枝病院 - 西方組合前 - 西北小学校前 - 西方
- 概説
  - 西北小学校前止まりの便も運行されているが、西北小学校前には折り返し設備がないため、バスは西北小学校前止まりの便でも西北小学校前 - 西方間を回送運転している。
  - 本路線は事業者単独では維持が難しいことから、沿線自治体である藤枝市の補助（藤枝市路線バス維持補助金）を受けて運行している。
  - 以前は藤枝エミナース - 藤枝大手間にも路線を延ばしていた。藤枝エミナース - 藤枝市立総合病院間は2009年（平成21年）3月限り、藤枝市立総合病院 - 藤枝駅前 - 藤枝大手間は2010年（平成22年）3月限りでそれぞれ廃止となったが、2011年（平成23年）3月27日のダイヤ改正で藤枝駅前－藤枝大手間の運行が復活した（下り3本・上り2本）。
  - 2017年3月26日のダイヤ改正によって土日祝日は運休となった。
  - この路線の開設当初は西方からさらに奥の上大沢まで運行していたが、同区間は1999年（平成11年）に上大沢地区の地すべり災害のため運休となり、その後運行を再開することなく廃止されている。
  - 2025年9月30日をもって運行終了予定。藤枝市バス停型乗合タクシーに転換されて翌日から運行開始する。上大沢まで路線延長を行ったり、便数を増便させたりする予定。

### 駿河台線
- 運行系統および主要停留所
  - 藤枝駅前 - 藤枝平成記念病院前 - 藤枝保健センター - 駿河台 - 藤枝市立総合病院
- 概説
  - 旧藤枝営業所管轄路線中、唯一の黒字路線である。
  - 駿河台線の区間には、瀬戸ノ谷線（蔵田 - 藤枝エミナース）、藤枝忠兵衛線（つつじ平団地-藤枝エミナース）など他路線の藤枝駅経由直通便が多数存在した。
  - 藤枝市立総合病院 - 藤枝エミナース間は2009年（平成21年）3月限りで廃止。
  - 平日の朝のみ、駿河台南から藤枝駅行きが3便出ている。

### 志太温泉線
- 運行系統および主要停留所
  - 藤枝駅前 - 法務局藤枝支局 - 志太温泉入口 - 瀬古 - 志太温泉 - 金吹橋 - 清水山入口 - 藤枝中学入口 - 茶町 - 千才 - 商工会議所 - 藤枝市役所 - 法務局藤枝支局 - 藤枝駅前
- 概説
  - かつては藤枝営業所から茶町、志太温泉を経由して藤枝駅に向かう路線であったが、現在は循環路線（瀬古まわり・市役所まわり）として運行されている。
  - 国（地域内フィーダー系統確保維持国庫補助金）及び沿線自治体である藤枝市（藤枝市路線バス維持補助金）の補助を受けて運行している。

### 藤枝吉永線
- 運行系統および主要停留所
  - 藤枝市立総合病院 - 藤枝総合庁舎北 - 藤枝駅前 - 高柳三丁目 - 高洲中学入口 - 大東町南 - 大井川庁舎入口 - 中河原 - 吉永辻 - 本川橋 - 飯淵（はぶち）
- 概説
  - 藤枝市立総合病院から藤枝駅を経て、大井川町（現・焼津市）の飯渕へ行く路線である。なお、平日の始発と最終便、土日祝日の始発と残りの二便は、藤枝駅前止りとなる。
  - 本路線は事業者単独では維持が難しいことから、国（地域間幹線系統確保維持費国庫補助金）・県（バス運行対策費補助金）、沿線自治体である藤枝市（藤枝市地域間幹線系統確保補助金、藤枝市路線バス維持補助金）及び焼津市（焼津市地域間幹線系統確保維持費補助金）の補助を受けて運行している。

### 焼津大島線
- 運行系統および主要停留所
  - 焼津駅前 - 保健センター - 登呂田 - 小川南 - 焼津市立病院前 - 静岡福祉大学入口 - 静岡福祉大学・大島新田 - 大井川庁舎
- 概説
  - 焼津市立病院前止りの便もある。
  - 大島新田行は全便静岡福祉大学前を経由しない。
  - 以前は「焼津御前崎線」として大島新田から御前崎までが延びていたが、段々と路線が短縮されて現在の形になった。。
  - 静岡福祉大学行きの便は平日・午前及び午後の大学通学時間帯に設定されており、大学休校日には運休となる便もある。
  - 静岡福祉大学前バス停は大学正門前の簡易ロータリーに設置されている。焼津大島線のバスはロータリー内に入って乗降をする。
  - 2022年3月28日のダイヤ改定により、大島新田 - 大井川庁舎間を延伸した。
  - 静岡福祉大学 - 大井川庁舎間は事業者単独では維持が難しいことから、2022年度より沿線自治体である焼津市の補助（焼津市バス路線維持特別対策事業費単独継続困難系統補助金（区間補助））を受けて運行している。

### 五十海大住（いかるみおおずみ）線
- 運行系統および主要停留所
  - 焼津市立病院前 - 静岡福祉大学 - 大富 - 富士屋前 - 西焼津駅南口 - 大井神社前 - 藤枝大手一丁目 - 藤枝大手 - 五十海 - 押切橋 - 清里（平日のみ運行）
  - 焼津市立病院前 - 静岡福祉大学 - 大富 - 富士屋前 - 西焼津駅南口（平日開校日のみ運行）
  - 清里 - 押切橋 - 五十海 - 藤枝大手 - 藤枝大手一丁目 - 大井神社前 - 西焼津駅北口（土日祝のみ運行）
- 概説
  - 静岡福祉大学バス停は焼津大島線と同じ場所に設置されているが、五十海大住線は簡易ロータリー脇の道で乗降をする。
  - 本路線は事業者単独では維持が難しいことから、国（地域間幹線系統確保維持費国庫補助金）・県（バス運行対策費補助金）、沿線自治体である藤枝市（藤枝市地域間幹線系統確保補助金、藤枝市路線バス維持補助金）及び焼津市（焼津市地域間幹線系統確保維持費補助金）の補助を受けて運行している。

### 一色和田浜線
- 運行系統および主要停留所
  - 焼津駅前 - 浅草幸町 - 北川原公会堂 - 光西寺前 - 焼津市立病院前 - 田尻 - 一色 - 水産加工センター - 下浜東洋水産前 - 和田橋 - 小川港前 - 北川原公会堂 - 浅草幸町 - 焼津駅前
- 概説
  - 2010年（平成22年）4月1日のダイヤ改正で「一色線」（焼津駅前 - 縦小路 - 焼津市立病院前 - 水産加工センター）と「和田浜線」（焼津駅前 - 縦小路 - 石津浜 - 下浜東洋水産 - 浜一色福祉会館）を統合、北川原公会堂を分岐点とするラケット循環路線となった。
  - 平日・土日祝の最終便のラスト1便は下浜東洋水産止まりと水産加工センター止まりになっている。
  - 環状区間のみの運行便はなく、料金設定にも均一料金区間はない。
  - 本路線は事業者単独では維持が難しいことから、焼津市の補助（焼津市バス路線維持特別対策事業費補助金）を受けて運行している。

### 日本平球技場線（Jリーグシャトル）
- 静岡駅前 -《直行》- 日本平スタジアム

## 現在の所管路線（高速バス）

### 藤枝渋谷線（渋谷ライナー）
- 運行系統及び停車停留所
  - 藤枝駅南口 - 仮宿 - 渋谷マークシティ
- 概説[4]
  - 2024年（令和6年）6月より「相良渋谷線」の藤枝駅南口 - 相良営業所区間を運休とし、高速バス岡部営業所や東名御殿場への停車を廃止して開設された。
  - 東急トランセとの共同運行であるが、静鉄担当便1日1往復のみが毎日運行されており、東急担当便は週末特定日のみの運行となっている。

## 自主運行路線

### 藤枝市自主運行バス
駅南循環善左衛門線・駅南循環大洲小学校線・朝比奈線・藤枝市富士山静岡空港アクセスバスの4路線を運行している。詳細は当該項を参照。

### 焼津市自主運行バス
焼津循環線・大井川焼津線の2路線を運行している。詳細は当該項を参照。

## 過去の営業路線

### 大覚寺線
- 運行系統および主要停留所
  - 焼津駅前 - 大覚寺 - 藤枝大手 - 清里
- 概説
  - 焼津駅と藤枝大手、清里を県道30号線を経由して結ぶ路線であった。
  - 2007年（平成19年）3月末を以って廃止された。

### 焼津吉田線
- 運行系統および主要停留所
  - 焼津駅前 - 焼津郵便局前 - 保健センター - 登呂田 - 小川 - 禰宜島 - 焼津市立病院 - 大富三和 - 精華短大入口（- 精華短大） - 大島新田 - 宗高新町 - 大井川 - 富士見橋 - 大幡(150号) - 下神戸 - 吉田町役場
- 概説
  - 1999年（平成11年）4月の路線再編の際に「焼津相良線」を区間短縮の上、「焼津道原線」「焼津大富線」の存続区間と縫合して沿線市町（焼津市・大井川町・吉田町）の欠損補助によって開設された路線であった。
  - 2007年（平成19年）3月末を以って運行を終了し、4月から「焼津大島線」に区間を縮小した。

### 瀬戸ノ谷線
- 運行系統および主要停留所
  - 藤枝駅 - 藤枝市役所 - 千才 - 中山 - 瀬戸谷小学校
- 概説
  - 藤枝市街中心部と市北西部の瀬戸ノ谷地区を運行する路線であった。
  - 以前は瀬戸谷小学校から蔵田・大久保、中山から上滝沢へ向かう路線も有していたが、2007年（平成19年）3月限りで、瀬戸谷小学校 - 大久保・中山 - 上滝沢間を廃止、藤枝市自主運行バスへ移管。
  - 2009年（平成21年）3月限りで全線廃止。

### 大手市立病院線
- 運行系統および主要停留所
  - 藤枝市立総合病院 - 千才 - 藤枝大手一丁目・藤枝大手 - 平島団地 - 藤枝大手一丁目
- 概説
  - 1995年（平成7年）に藤枝市立総合病院が藤枝市駿河台に開業した際に開設された。
  - 2008年（平成20年）4月から藤枝市自主運行バス大手市立病院線として運行していたが、2010年（平成22年）3月をもって廃止となった。

### 藤枝忠兵衛線
- 運行系統および主要停留所
  - 藤枝駅前 - 忠兵衛 - つつじ平団地・ネスレ島田工場
- 概説
  - 2008年（平成20年）4月から経路再編の上、藤枝市自主運行バス「藤枝善左衛門線」として運行。

## 車両
- いすゞ・日野・三菱・日産ディーゼルの4メーカーの車両を使用しているが、日野車が26台と多く、逆に日産ディーゼル車は2台しか在籍していない。
- 焼津・藤枝営業所の頃から静岡市内の営業所から転属してきた経年車を主に使用している。そのため今でもツーステップ車が多く在籍している。
- 新製当初藤枝営業所に配属されたエルガノンステップバス5台はブロックパターンの青の部分を藤色に塗る独自の塗装で登場し、「藤枝カラー」と呼ばれた。[5]岡部営業所に移管されてからもそのまま残置されていたが、全面広告ラッピングの貼り付けや標準塗装への塗り替えが進み、現在では1台のみがその姿を見ることができる。
- 焼津市・藤枝市の自主運行バスを受け持っているため、それぞれ専用の車両が配置されている他、代走用に中型車両が多く配置されている。
- 日野車のうち1台は2011年に導入されたハイブリッドノンステップ車となっており、銀色に青帯を配したリバイバルカラーをまとう。
- ノンステップバスのうち2台は藤枝市から公有民営方式として有償で貸与を受けていた。藤枝市のラッピング広告を纏っていたが、しずてつジャストラインに払い下げられてからはラッピングが解除された。

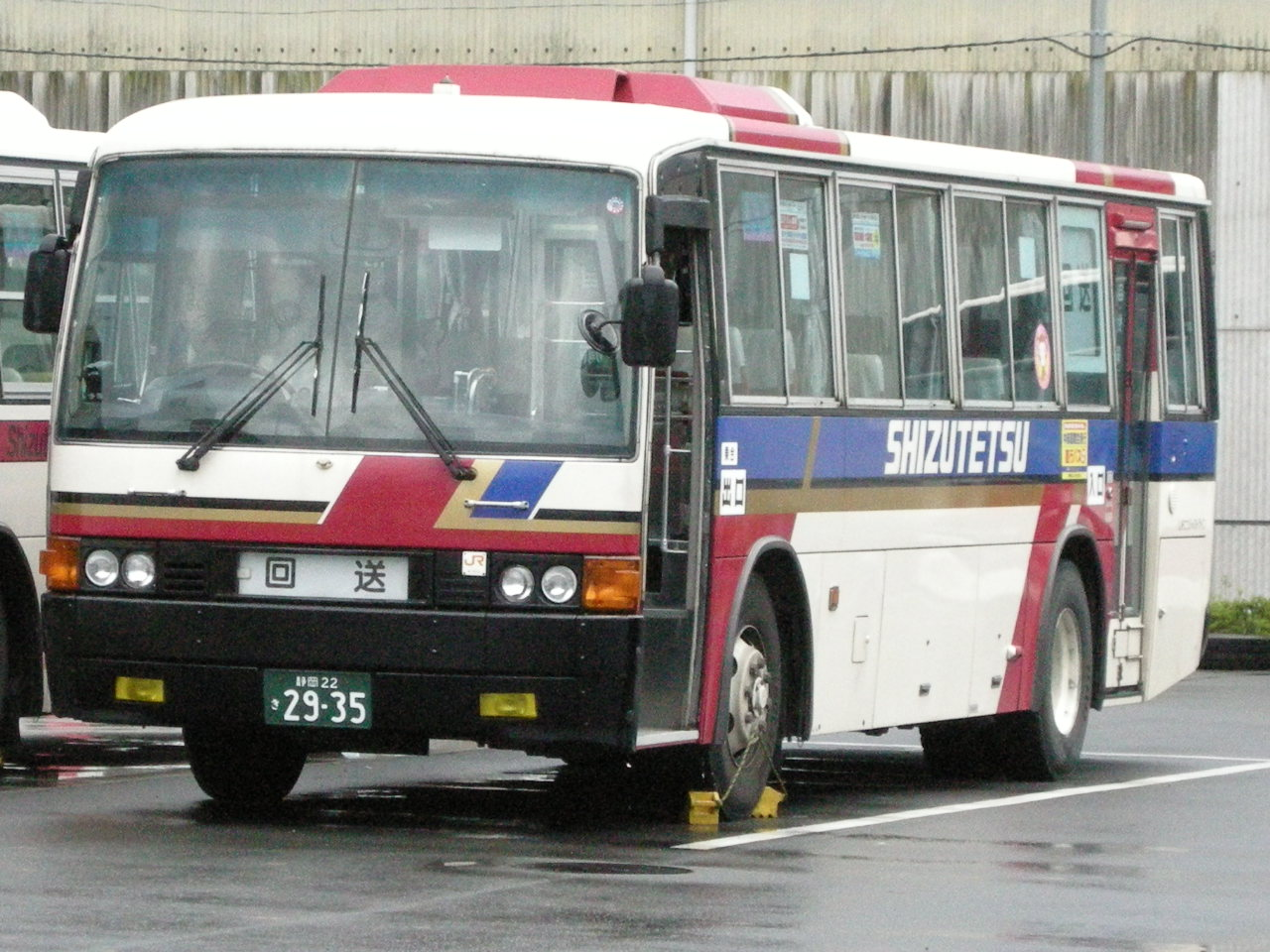
岡部営業所に在籍していたワンロマ車（廃車済）
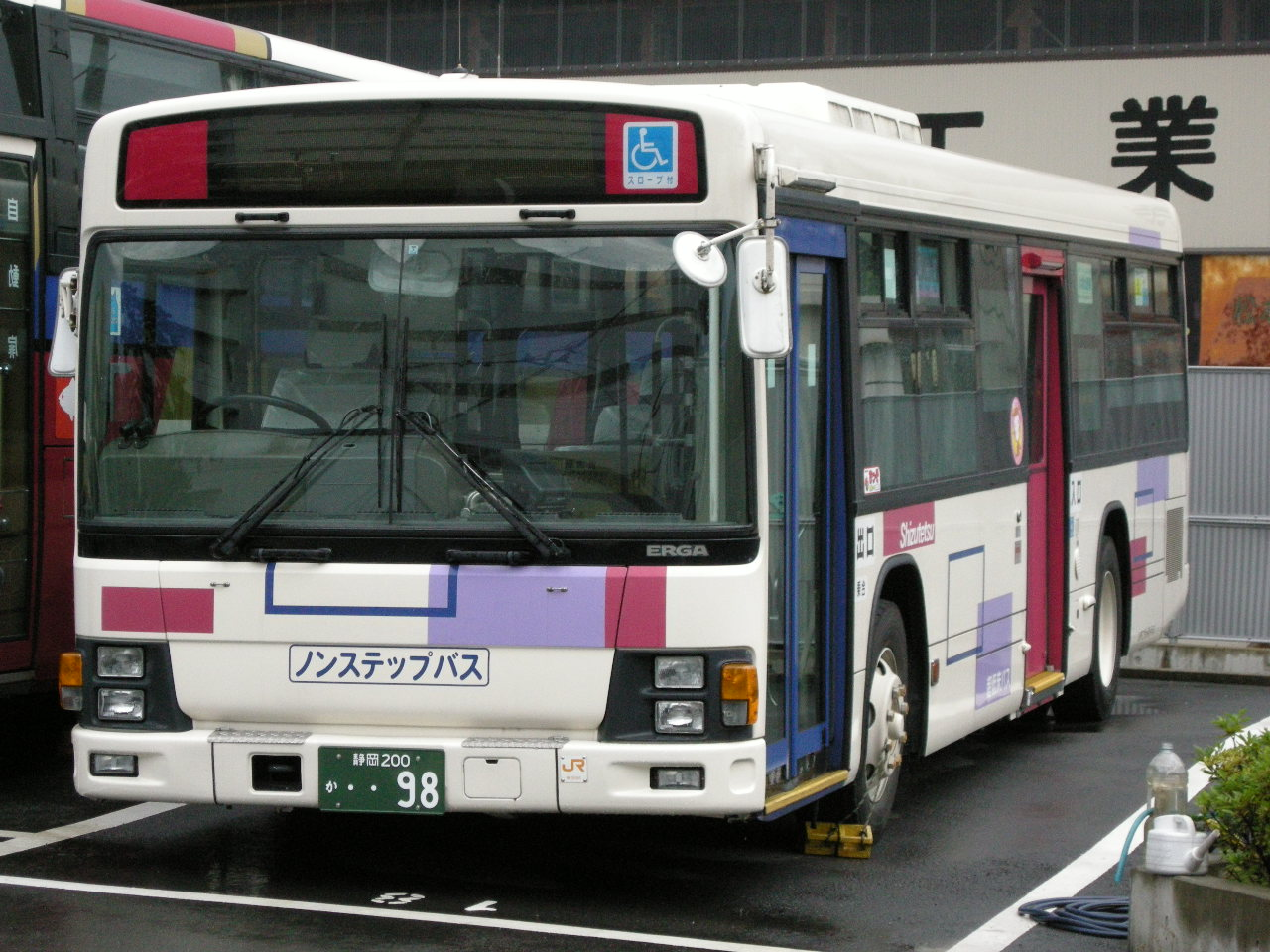
元藤枝営業所の所属車両の一部に施された「藤枝カラー」(この車両は2021年に一般色に変更)